# Trampa ecológica
Las trampas ecológicas son escenarios en los que un rápido cambio ambiental hace que ciertos organismos prefieran instalarse en hábitats que les significan una baja calidad para su sobrevivencia o éxito reproductivo, en desmedro de otros hábitats más aptos. El concepto se aplica a organismos que seleccionan activamente el hábitat con base a señales ambientales que los ayudan a identificar un hábitat de alta calidad. Si la idoneidad de los hábitats o la señal de su identificación cambian para que uno de ellos no indique de manera confiable el otro, los organismos pueden ser atraídos hacia un hábitat de baja calidad.
El concepto de trampa ecológica fue introducido por (Dwernychuk & Boag, 1972), y los numerosos estudios que siguieron sugirieron que este fenómeno puede estar muy extendido debido al cambio antropogénico del medio ambiente, y sus consecuencias sobre el ecosistema. En última instancia, las trampas ecológicas son un subconjunto de fenómenos más amplios conocidos como trampas evolutivas, y su importancia radica en la probabilidad de extinción de las especies que la padecen, por lo cual, su estudio es relevante para el establecimiento de medidas que prolonguen la persistencia y atenúen la vulnerabilidad de estas poblaciones.

## Descripción general
Ante un contexto de novedad o de cambio ecológico abrupto, hay especies que responden de manera adaptativa, mientras otras especies presentan respuestas inadecuadas o incorrectas, o bien porque conductas previamente adaptativas se vuelven inadaptadas. Se cree que las trampas ecológicas ocurren cuando el atractivo de un hábitat es ponderado por error de forma desproporcionadamente conveniente por parte de una especie o población, en relación con el valor real que le significa para su supervivencia y reproducción. El resultado es la preferencia de hábitats engañosamente atractivos, y la evitación general de hábitats de alta calidad por otros menos atractivos, llegando a producirse a cambio efectos perjudiciales. Si bien las consecuencias demográficas de este tipo de comportamientos asociados a la selección de hábitat inadaptados se han explorado en el contexto de las fuentes y los sumideros ecológicos, las trampas ecológicas son un fenómeno inherentemente conductual de los individuos. A pesar de ser un mecanismo de comportamiento, las trampas ecológicas pueden tener consecuencias de gran alcance para la población de especies con grandes capacidades de dispersión. Estudios teóricos, y empíricos, han demostrado que los errores cometidos al juzgar la calidad del hábitat pueden llevar a la disminución o extinción de la población. Estos desajustes no se limitan a la selección de hábitats, sino que pueden ocurrir en cualquier contexto de comportamiento, ya sea la evitación de depredadores, la selección de parejas, reproducción y fertilidad, la navegación, o la selección de sitios de alimentación.
A medida que se desarrolló la teoría de las trampas ecológicas, los investigadores han reconocido que las trampas pueden operar en una variedad de escalas espaciales y temporales que también podrían dificultar su detección. Por ejemplo, debido a que un ave debe seleccionar el hábitat en varias escalas: un espacio vital dentro de un ecosistema, un territorio individual dentro de ese espacio vital, así como un sitio de nido dentro de su territorio; las trampas pueden operar en cualquiera de estas escalas. De manera similar, las trampas pueden operar en una escala temporal, de manera que un ambiente alterado puede causar una trampa en una etapa de la vida de un organismo, y sin embargo, tener efectos positivos en etapas posteriores, proporcionando aspectos relativos sobre el mismo fenómeno. Sin embargo, dada la velocidad acelerada del cambio ecológico impulsado por el ser humano y su uso de la tierra, el calentamiento global, las invasiones de especies exóticas y los cambios en las comunidades ecológicas resultantes de la pérdida de especies, las trampas ecológicas pueden ser una amenaza creciente y poco evaluada para la biodiversidad.

## Mecanismos
| Variable              | Calidad del hábitat | Calidad del hábitat         | Calidad del hábitat                        |
| Atracción del hábitat | Condición           | Alta calidad λ>1            | Baja calidad λ<1                           |
| Atracción del hábitat | Preferido           | Selección adaptativa fuente | Trampa ecológica                           |
| Atracción del hábitat | Repelido            | Trampa perceptiva           | Selección adaptativa de sumidero ecológico |

Mecanismos generales
Una revisión del estado del arte sobre la temática fue realizada por (Robertson & Hutto, 2006), que proporcionaron una pauta para la demostración práctica de trampas ecológicas, con base a la premisa de una evidencia constatable en la preferencia de una especie por un hábitat sobre otro, y que los individuos que seleccionan el hábitat preferido experimentan en consecuencia una menor supervivencia o éxito reproductivo. Dicha investigación establece igualmente un modelo conceptual al respecto, en el que se definen como variables fundamentales de este fenómeno a la calidad o idoneidad de un hábitat, y al conjunto de señales o claves que interpretan su atractivo. Así, se definen tres mecanismos que generan la captura de una población en una trampa ecológica:
- Un aumento de la señal de atractivo de un hábitat, con una reducción simultánea de su idoneidad:

La contaminación lumínica polarizada ha sido señalada como uno de los ejemplos más convincentes y bien documentados sobre trampas ecológicas, y refleja a la perfección este mecanismo de actuación. La orientación a las fuentes de luz polarizadas es el medio más importante que guía a por lo menos 300 especies de libélulas, moscas efemerópteras, moscas frigáneas, escarabajos ditíscidos, y otros variados insectos acuáticos en la búsqueda de los cuerpos de agua que necesitan para su alimentación, reproducción y oviposición (Schwind, 1991; Kriska et al, 2008). Debido a su fuerte firma de polarización lineal, las superficies de polarización artificial, tales como el asfalto, los automóviles, las láminas de plástico, o ventanas, suelen ser confundidas como cuerpos de agua (Horváth & Zeil, 1996; Kriska et al, 1998; Kriska et al, 2008; Horváth et al, 2007). La luz reflejada por estas superficies a menudo está más polarizada que la luz reflejada por el agua, y los polarizadores artificiales pueden ser incluso más atractivos para los insectos acuáticos polarotácticos que un cuerpo de agua, prefiendo, por esta razón, aparearse, asentarse y ovipositarse sobre estas superficies a pesar de no ser aptas para tales objetivos (Horváth & Zeil, 1996; Kriska et al, 1998; Horváth et al, 1998).
- Una reducción de la idoneidad de un hábitat, sin pérdida de la señal de su atractivo:

Un ejemplo claro de este caso se ha observado en pingüinos africanos, Spheniscus demersus, dado que para buscar su comida, lo hacen guiándose por aguas con cierto rango de temperaturas en adición a una concentración de clorofila tipo A más alta, lo que tradicionalmente les indicaba la presencia de plancton y de pescado. No obstante, tanto el cambio climático como la pesca industrial han agotado las reservas de pescado en las aguas sudafricanas con estos patrones, haciendo de estas aguas pobres en recursos alimenticios para esta especie de pingüino en peligro de extinción, lo que ha aumentado la mortalidad en sus individuos jóvenes, y disminuido sus tasas de reproducción.
- Un aumento en la señal de atractivo de un hábitat, en ausencia de un cambio en su idoneidad:

Es el caso de especies de aves riparias al colonizar espacios rocosos en canteras mineras como zona de reproducción y nidificación, en consideración de la escasa representatividad que poseen estos espacios en la naturaleza, y la relativa abundancia y concentración de estos espacios dejados por el hombre. No obstante, estos espacios atraen también a especies depredadoras de aves riparias, lo que puede favorecer un efecto de trampa ecológica, si se ofrecen condiciones específicas para una depredación y/o indefensión aumentadas.
Las mediciones sobre la absorción proporcional de individuos de una o más poblaciones a trampas ecológicas, da cabida a la diferenciación cuantitativa de éstas, clasificándoles en trampas severamente atractivas, cuando la interpretación de su atractivo supera ostensiblemente a la de hábitats de calidad, o en trampas de atractivo similar, cuando el error interpretativo de su atractivo resulta equivalente al atractivo de hábitats naturales idóneos.
Mecanismos antropogénicos
En los tres ejemplos anteriores se denota, además, la complicidad humana en los cambios de derivaron a la manifestación de trampas, lo cual está inserto en el acelerado cambio ambiental inducido por el hombre, HIREC por sus siglas en inglés, y que ha sido señalado como el responsable de la disminución global de las especies, y en adición, al vinculable incremento de trampas ecológicas. Éstas pueden operar directa o indirectamente frente a las poblaciones afectadas, pero suelen operar a través de los siguientes tipos de vectores antrópicos, según se ha clasificado: trampas a especies nativas por introducción y competencia de especies alóctonas, trampas por espacializaciones y prácticas productivo-industriales, especialmente referidas a inserciones agrícolas y  silvícolas, trampas dada la proliferación de tecnoestructuras varias, trampas relacionadas con contaminación y ecotoxicidad, trampas por actividades de caza y pesca, y en determinados casos, trampas debido a restauraciones ecológicas deficientes.

## Implicaciones
Debido a que las trampas evolutivas y ecológicas se suman a otras fuentes de disminución de la población de organismos de una especie, estas trampas son una importante prioridad de investigación para los científicos conservacionistas. Dada la rápida tasa actual de cambio ambiental global, las trampas pueden ser mucho más comunes de lo que se cree; investigadores como (Robertson et al, 2017) afirman que "las trampas ecológicas son cada vez más comunes, y pueden colapsar rápidamente a ciertas poblaciones, y aumentar su probabilidad de extinción". Ante este panorama, resulta fundamental identificar sus causas inmediatas y últimas, con el objetivo de constituir un conjunto de antecedentes de relevancia para la conformación de planes de manejo adecuados en pos de la corrección, eliminación y/o prevención de estas trampas en el futuro, siendo así su estudio un aporte potencial en la persistencia y sobrevivencia de especies y poblaciones con grados variables de vulnerabilidad.
En la práctica, se ha constatado la afectación a una amplia diversidad de taxones, que incluye a las aves, mamíferos, artrópodos, peces, anfibios y reptiles. En algunos casos, como ocurre con el declive de las poblaciones de insectos, las especies afectadas pueden ver perturbada su capacidad de cumplir su rol ecosistémico, por ejemplo de depredadores, dispersores de propágulos y/o polinizadores, por lo que su ausencia supone graves perturbaciones al metabolismo ecológico y al intercambio trófico, biogeoquímico y energético local y/o global, al estar situados en la base estructural y funcional de muchos ecosistemas del mundo. En vista de que los sistemas antrópicos son causantes de una parte importante de todos estos procesos, se ha hecho el llamado a modificar los patrones procedentes de la actividad humana para permitir una restauración de la salud de las poblaciones afectadas y de sus ecosistemas.